# Evariste Twana Wibina
 Evariste Twana wibina, né à Bobisi dans la province du Sud-Ubangi, le 27 octobre 1961, est un homme politique de la République démocratique du Congo et député national élu de la circonscription de Gemena dans la province du Sud-Ubangi.

## Biographie
Evariste Twana wibina est  né à Bobisi dans la province du Sud-Ubangi République démocratique du Congo.
Evariste Twana est membre du parti politique Avenir du Congo (ACO).